# Geographie Ghanas

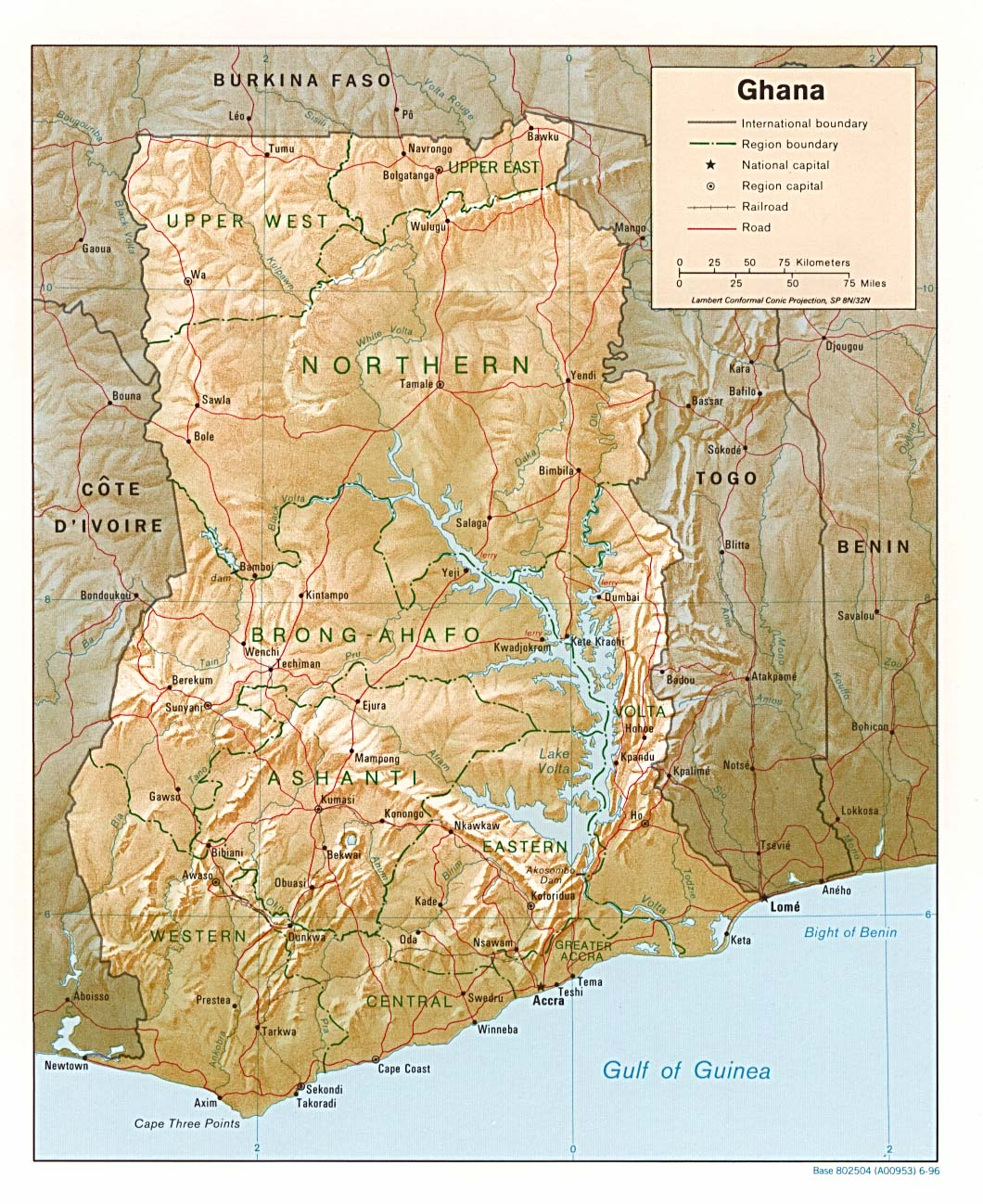
Reliefkarte von Ghana

Die Geographie von Ghana zeichnet sich durch ein insgesamt relativ flaches Relief aus. Etwa die Hälfte des ganzen Landes liegt nicht höher als 150 Meter. Durchschnittlich liegt Ghana auf einer Höhe von 450 Metern über dem Meeresspiegel. Lediglich an der Grenze zu Togo ist eine Bergkette zu finden, die durchgängig knapp unter der Höhe von 900 Metern verläuft und sich bis nach Togo hineinzieht. Insgesamt können fünf verschiedene geographische Regionen unterschieden werden.
Das Klima in Ghana ist geprägt von der Nähe zum Äquator. Von der Küste bis ins Zentrum des Landes herrscht ein feucht-tropisches Klima vor. Hier ist auch die Vegetation in Form von tropischem Regenwald am dichtesten. Durch die trockenen kontinentalen Luftströme aus der Sahara wird der Norden des Landes stark beeinflusst. Bereits das Zentrum des Landes ist als Baumsavanne anzusehen, im Norden geht diese dann in Trockensteppe über. Die Jahresdurchschnittstemperatur bewegt sich regelmäßig zwischen 26 °C und 29 °C, bei einem jährlichen Niederschlag von 2100 mm im Südwesten des Landes und von ca. 1000 mm im Norden.

## Lage und Größe
Ghana liegt über eine Länge von ca. 540 km am Golf von Guinea, also direkt am Atlantik. Die geographische Lage wird mit 4° 45' bis 11° 10' nördlicher Breite sowie mit 3° 15' West bis 1° 12' Ost angegeben. Der sogenannte Nullmeridian, der auch durch Greenwich in der Nähe von London verläuft, schneidet Ghana bei der Stadt Tema, etwas östlich von Accra, der Hauptstadt Ghanas. Zudem liegt der Äquator nur ca. 540 km südlich der Küste Ghanas, was Ghana annähernd gleich lange Tage und Nächte beschert.
Ghana erstreckt sich damit in Nord-Süd-Richtung über eine Strecke von ca. 700 km, in Ost-West-Richtung über ca. 450 km, beinahe im Rechteck. Damit umfasst Ghana eine Fläche von 238.537 km² und ist etwa so groß wie die alte Kolonialmacht Großbritannien oder die alte Bundesrepublik Deutschland. Die lange Küste Ghanas verfügt jedoch über keinen natürlichen Hafen. Mit Takoradi hat Ghana seinen ersten künstlich angelegten Hafen durch die Kolonialmacht bekommen. Im Jahr 1961 wurde der zweite der beiden künstlichen Häfen in Tema fertiggestellt.

## Die Naturräume Ghanas

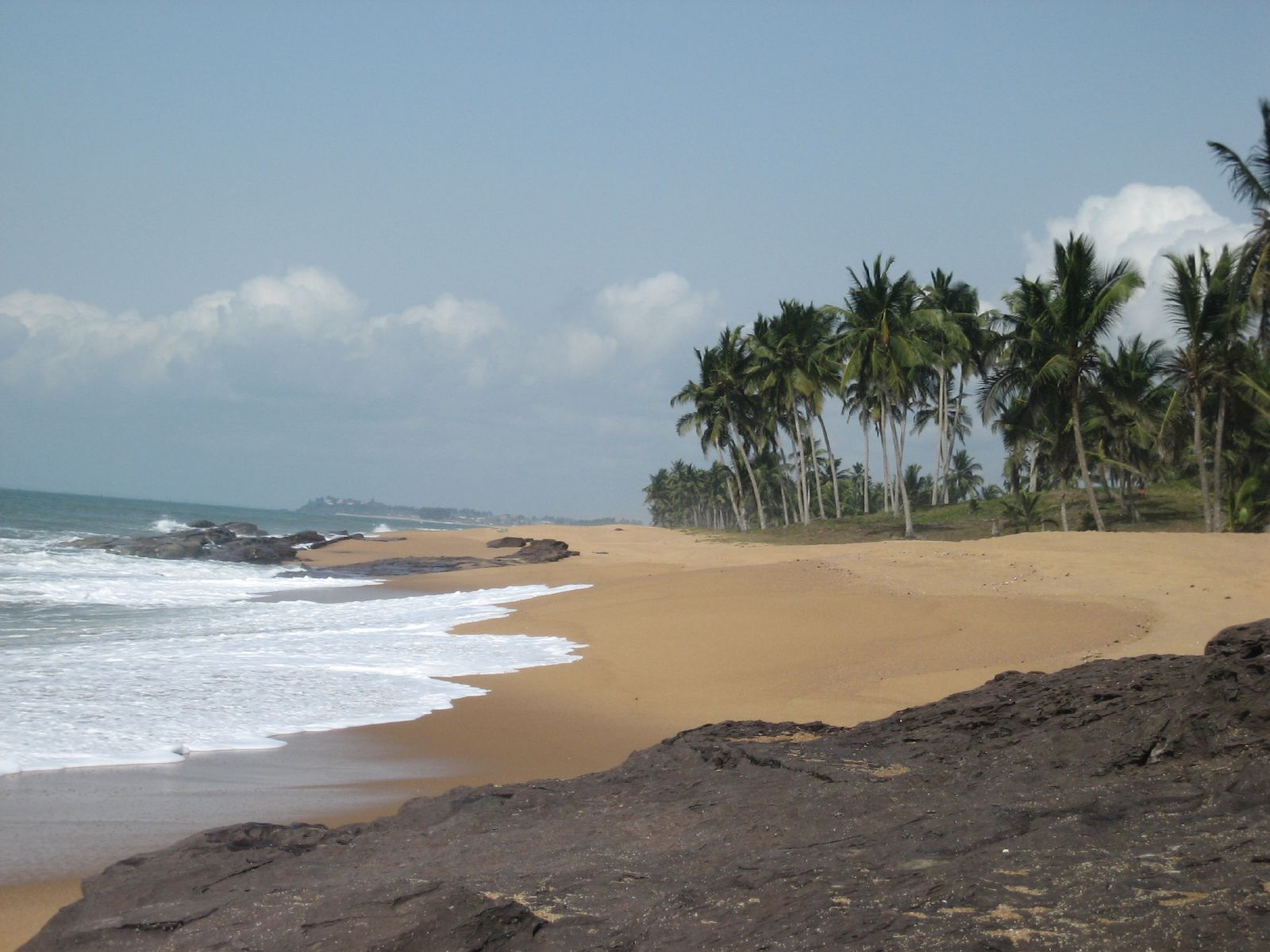
Küstenebene mit Sandstrand

Grob betrachtet hat Ghana drei geographische Zonen: Die Küstenebene, die Regenwaldzone und die Savanne. Aufgrund der zusätzlich möglichen Unterteilung nach der Oberflächenstruktur wird Ghana jedoch geographisch in fünf Naturräume aufgeteilt:
- Low Plains – Flachlandsteppe
- Hochland von Aschanti
- Akwapim-Togo-Kette
- Volta-Becken
- High Plains – Hochlandsteppe

Alle Naturräume unterscheiden sich voneinander erheblich und weisen eine unterschiedliche Vegetation und Tierwelt auf. Wichtiges Unterscheidungskriterium der einzelnen Zonen ist die Menge der Niederschläge.

## Klima
Ghana ist ein tropisches Land mit einer unmittelbaren Nähe zum Äquator, der ca. 540 km südlich der Küste verläuft. Ghana kennt keine vier Jahreszeiten, sondern nur Trockenzeit und Regenzeit. Als tropisches Land hat Ghana eine durchschnittliche Lufttemperatur von 28–32 °C. Der Norden des Landes weist jedoch aufgrund des Einflusses der trockenen und warmen Wüstenwinde in der Regel höhere Durchschnittstemperaturen auf. Hier liegt auch der Ort, der den Temperaturrekord in Ghana mit 42,2 °C hält, die Stadt Navrongo. Im Norden des Landes gibt es auch stärkere Temperaturunterschiede als im Süden. In Kumasi und in Tafo (manche sagen ein Stadtteil Kumasis andere sehen Tafo in der unmittelbaren Nähe zu Kumasi gelegen als eigene Stadt an) wurde bisher die niedrigste Temperatur Ghanas mit 12 °C gemessen.
Die klimatischen Verhältnisse, zum Beispiel in Bezug auf Temperatur und Regenfälle, werden stark durch die Bewegung der trockenen tropischen kontinentalen Luftmasse aus dem Gebiet der Sahara und der tropischen maritimen Luftmasse über dem Atlantik bestimmt. Der kontinentale Wind aus der Sahara hat während der Trockenzeit die Oberhand und wird in Ghana auch Harmattan genannt.
Die Regenfälle in Ghana sind aufgrund des tropischen Klimas nicht mit dem Regen in gemäßigten Klimazonen zu vergleichen, sondern treten beinahe immer mit einer großen Heftigkeit auf, ähnlich einem Wolkenbruch. Nicht selten kann der Boden die Wassermassen nicht aufnehmen, Überflutungen sind die Folge, die nicht selten auch in größeren Städten und in Accra Menschen das Leben kosten. Die stärksten Regenfälle sind in der Gegend um Axim im Südwesten des Landes zu registrieren. Kumasi, die zweitgrößte Stadt Ghanas mitten im Aschanti-Hochland gelegen, weist eine Niederschlagsmenge von durchschnittlich 1400 mm auf. Tamale, im Norden im nördlichen Volta-Becken gelegen, muss mit 1000 mm Niederschlag im Jahr auskommen. In der Küstenebene zwischen Takoradi im Westen und dem Volta-Delta erreicht die Niederschlagsmenge durchschnittlich nur 750–1000 mm im Jahr.
In der Zeit von April bis Juni sowie im September/Oktober herrschen in Ghana Regenzeiten. Die Luftfeuchtigkeit beträgt dann etwa 90 %, da zu dieser Zeit die dominierende Windrichtung die mit Wasser fast gesättigte Luft vom Atlantik über das Land weht. Unmittelbar vor diesem Monsun-Regen werden in Ghana auch die höchsten Temperaturen gemessen. Die Monate unmittelbar zwischen den Regenmonaten (Juli und August) sind die kältesten in der Küstenebene in Ghana. Häufig geht der Regen am Nachmittag nieder.
In der Trockenzeit, also von November bis Februar, dominiert der aus der Sahara kommende Harmattan, ein aus Nordosten wehender Passatsturm, das ganze Land. Die Temperaturunterschiede zwischen Tag und Nacht sind größer, die durchschnittliche Temperatur sinkt in diesen Monaten auf 25–27 °C, in der Nacht können es auch schon einmal knapp 20 °C werden. Im Norden Ghanas können die Nächte sogar auf 15 °C abkühlen. Feiner Sand aus der Sahara liegt während der Trockenzeit in der Luft. Jedes Jahr werden mehrere Milliarden Tonnen davon aus den Wüstengebieten nördlich Ghanas über das Land verteilt. Während der Trockenzeit fällt die Luftfeuchtigkeit auf bis zu 25 % ab.

## Gewässer

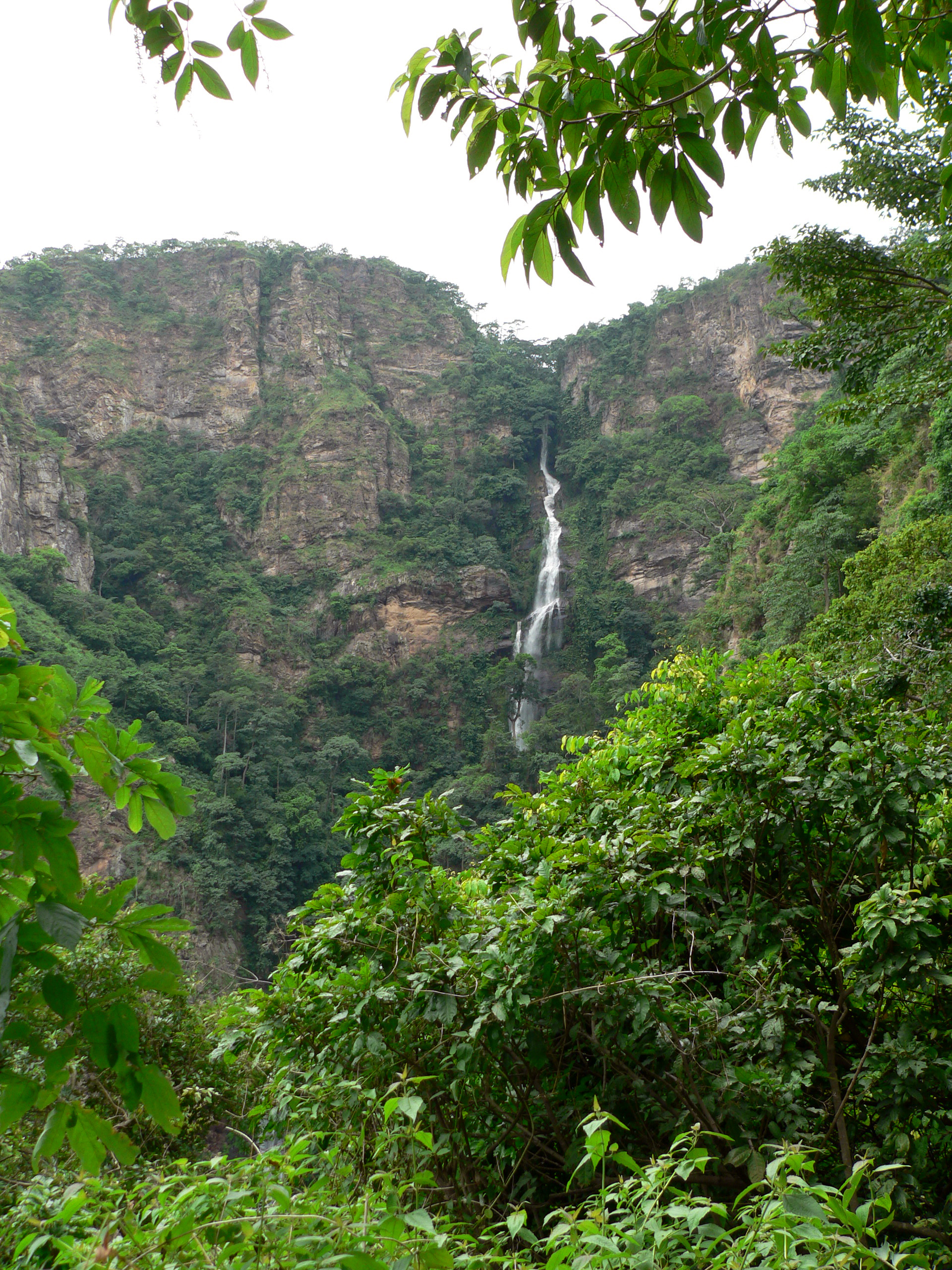
Wli-Wasserfall in der Volta-Region

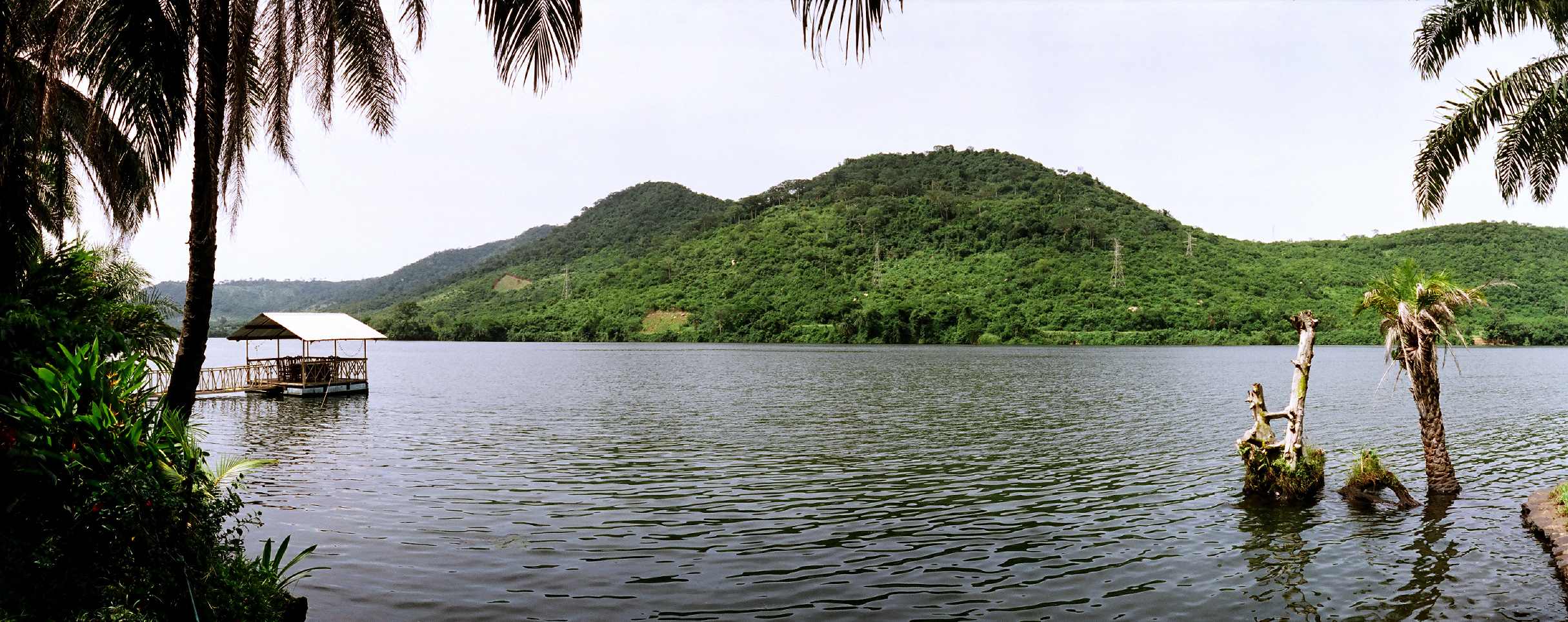
Volta Fluss

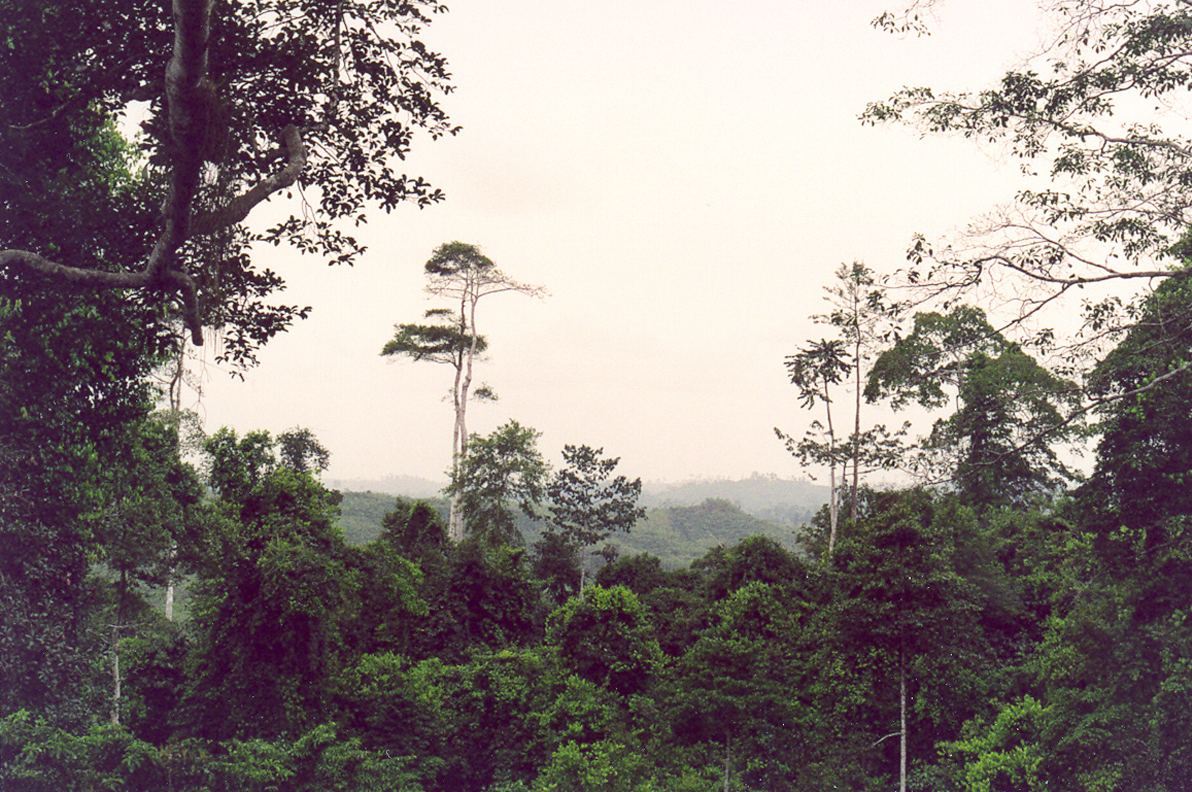
Regenwald im Kakum-Nationalpark gesehen von dem Rundgang in dem Baumkronen (Canopy Walkway)

Ghana wird durch eine große Anzahl von unterschiedlichen Bächen und Flüssen entwässert. Eine Besonderheit im Gewässersystem Ghanas ist der Bosumtwi-See, der mit einer kreisrunden Form ohne Abfluss, etwas südlich von Kumasi gelegen, nicht nur religiöse Bedeutung innerhalb der Bevölkerung aufweist, sondern auch auf einen Meteoriteneinschlag hindeutet. Der Volta-See wurde 1964 als zur Zeit größter vollständig von Menschen errichteter Staudamm ein Meilenstein für die Geographie Ghanas sowie bei der Versorgung der Bevölkerung mit Wasserenergie.
Der Volta und seine Nebenflüsse haben insgesamt eine Länge von 1600 km und entwässern den gesamten Norden und das Zentrum Ghanas also insgesamt eine Fläche von ca. 388.000 km², von denen über die Hälfte (158.000 km²) in Ghana (Fläche: 238.537 km²) liegen. Im Hochland von Aschanti entspringt zudem eine Vielzahl von Flüssen, die in südliche Richtung in den Atlantik entwässern. Zu ihnen zählen der Pra mit seinen Nebenflüssen Anum, Birim und Offin durchflossen. Neben dem Pra-System durchfließen noch Bia, Tano, Densu und Ankobra als größere selbstständige Flüsse den Süden Ghanas.
Bis auf den kleineren Flüssen trocknen die genannten in der Regel in der Trockenzeit nicht aus, sondern führen ganzjährig Wasser. Ankobra und Tano sind zu einem großen Teil mit Schiffen befahrbar.
Aufteilung des Landes in seine Einzugsgebiete
| Flüsse         | km²     | Prozent der Landesfläche |
| -------------- | ------- | ------------------------ |
| Volta          | 167.692 | 70,3                     |
| Pra            | 022.106 | 9,3                      |
| Tano           | 013.950 | 5,8                      |
| Ankobra        | 08.403  | 3,5                      |
| Densu          | 02.490  | 1,0                      |
| Weitere Flüsse | 023.896 | 10,0                     |
| Summe          | 238.537 | 100                      |